# Makrahalalakúak

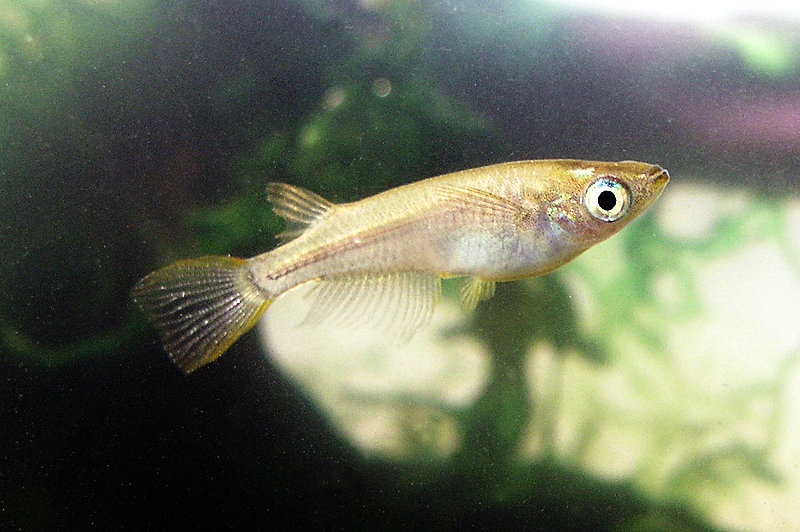
Oryzias latipes

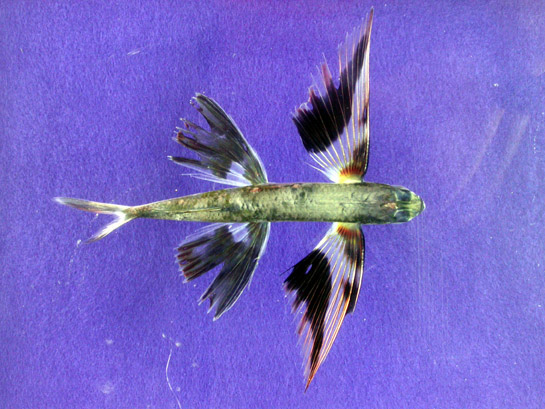
Cheilopogon exsiliens

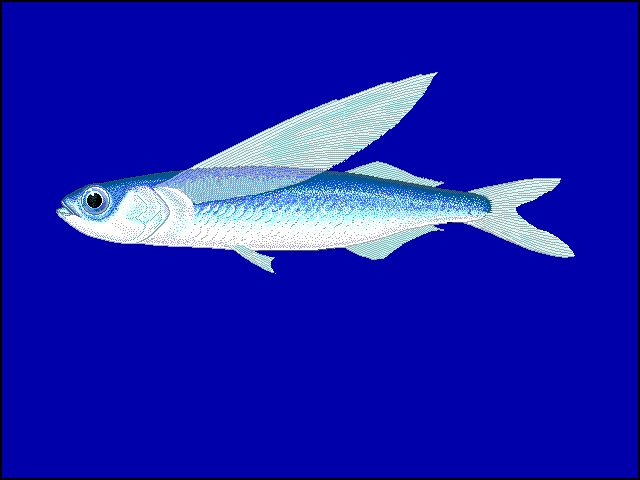
Exocoetus volitans

A makrahalalakúak vagy árcsőrűcsuka-alakúak (Beloniformes) a csontos halak (Osteichthyes) főosztályának sugarasúszójú halak (Actinopterygii) osztályába tartozó rend. A rendhez 2 alrend, 1 főcsalád és 5 család tartozik.

## Rendszerezés
A rendbe az alábbi alrendek, főcsaládok és családok tartoznak.
- Adrianichthyoidei – 1 család tartozik az alrendhez
  - Adrianichthyidae
- Belonoidei – 2 főcsalád tartozik az alrendhez
  - Exocoetoidea – 2 család
    - Repülőhalfélék (Exocoetidae)
    - Hemiramphidae

  - Scomberesocoidea – 2 család
    - Árcsőrűcsuka-félék (Belonidae)
    - Makrélacsukafélék (Scomberesocidae)